# Стохастический интеграл
Стохастический интеграл — интеграл вида {\displaystyle \int f(t)dy(t)}, где {\displaystyle {y(t),t\in T}} — случайный процесс с независимыми нормальными приращениями. Стохастические интегралы широко используются в стохастических дифференциальных уравнениях. Стохастический интеграл нельзя вычислять как обычный интеграл Стилтьеса.

## Стохастический интеграл от детерминированной функции
Введем гильбертово пространство {\displaystyle H} случайных величин {\displaystyle \xi }, {\displaystyle \mathbb {E} |\xi ^{2}|<\infty }, со скалярным произведением {\displaystyle (\xi _{1},\xi _{2})=\mathbb {E} \xi _{1}{\bar {\xi _{2}}}} и среднеквадратичной нормой {\displaystyle \left\|\xi _{1}\right\|=\left(\mathbb {E} \left|\xi \right|^{2}\right)^{1/2}}. Здесь {\displaystyle \mathbb {E} } — обозначает математическое ожидание. В рамках гильбертова пространства можно описать важнейшие характеристики случайных величин, такие как условные математические ожидания, условные вероятности и т. д.
Пусть {\displaystyle T} — конечный или бесконечный отрезок действительной прямой и на его полуинтервалах вида {\displaystyle \Delta =\left(s,t\right]\subseteq T} задана стохастическая аддитивная функция {\displaystyle \eta (\Delta )} с ортогональными значениями из гильбертова пространства {\displaystyle H} случайных величин {\displaystyle \xi }, {\displaystyle \mathbb {E} |\xi ^{2}|<\infty }, обладающая свойствами:
- Для любых непересекающихся {\displaystyle \Delta _{1}}, {\displaystyle \Delta _{2}}, величины {\displaystyle \eta (\Delta _{1})},{\displaystyle \eta (\Delta _{2})} являются ортогональными, то есть их скалярное произведение в гильбертовом пространстве равно нулю: {\displaystyle \left(\eta (\Delta _{1}),\eta (\Delta _{2})\right)=0}
- Если {\displaystyle \Delta _{1}}, {\displaystyle \Delta _{2}} являются непересекающимися полуинтервалами и {\displaystyle \Delta _{1}\cup \Delta _{2}} составляет полуинтервал, то {\displaystyle \eta (\Delta _{1}\cup \Delta _{2})=\eta (\Delta _{1})+\eta (\Delta _{2})}
- {\displaystyle \left\|\eta (\Delta )\right\|^{2}=\left|\Delta \right|}. Здесь {\displaystyle \left\|\right\|} — норма в гильбертовом пространстве, {\displaystyle \left|\Delta \right|=t-s} при {\displaystyle \Delta =\left(s,t\right]}.

Пусть {\displaystyle \varphi (t)} детерминированная функция, удовлетворяющая условию {\displaystyle \int _{T}\left|\varphi (t)\right|^{2}dt<\infty }. Рассмотрим последовательность кусочно-постоянных функций {\displaystyle \varphi _{n}(t)}, аппроксимирующих функцию {\displaystyle \varphi (t)} так, что {\displaystyle \lim _{n\to \infty }\int _{T}\left|\varphi (t)-\varphi _{n}(t)\right|^{2}dt\to 0},
Стохастическим интегралом {\displaystyle \int _{T}\varphi (t)\eta (dt)} от детерминированной функции {\displaystyle \varphi (t)} называется предел {\displaystyle \int _{T}\varphi (t)\eta (dt)=\lim _{n\to \infty }\int _{T}\varphi _{n}(t)\eta (dt)}

## Стохастический интеграл от стохастического процесса
Рассмотрим интеграл
{\displaystyle \int _{0}^{T}\omega (t)d\omega (t),}
где {\displaystyle {\omega (t),t\in T}} — винеровский процесс с единичным параметром дисперсии. Разделим интервал {\displaystyle [0;T]} точками {\displaystyle 0=t_{1},t_{2},...,t_{N},t_{N+1}=T} на {\displaystyle N} подинтервалов. Используя предыдущее определение интеграла для детерминированной функции, стохастический интеграл можно определить любым из двух выражений:
{\displaystyle I_{0}=\lim \sum _{i=1}^{N}\omega (t_{i})[\omega (t_{i+1})-\omega (t_{i})]} или {\displaystyle I_{1}=\lim \sum _{i=1}^{N}\omega (t_{i+1})[\omega (t_{i+1})-\omega (t_{i})].}
Эти интегралы не равны, поскольку, по определению винеровского процесса
{\displaystyle I_{1}-I_{0}=\lim \sum _{i=1}^{N}[\omega (t_{i+1})-\omega (t_{i})]^{2}=t.}
Обобщенный стохастический интеграл можно определить как взвешенную по параметру {\displaystyle \lambda } сумму интегралов {\displaystyle I_{0}} и {\displaystyle I_{1}} следующей формулой:
{\displaystyle I_{\lambda }=(1-\lambda )I_{0}+\lambda I_{1}=\lim \sum _{i=1}^{N}[(1-\lambda )\omega (t_{i})+\lambda \omega (t_{i+1})][\omega (t_{i+1})-\omega (t_{i})],}
при {\displaystyle 0\leqslant \lambda \leqslant 1}. Интеграл {\displaystyle I_{0}} соответствует интегралу Ито, а {\displaystyle I_{0,5}} совпадает с интегралом Стратоновича.

## Интеграл Стратоновича
Интеграл Стратоновича имеет вид
{\displaystyle I=\lim _{N\to \infty }{\dfrac {1}{2}}\sum _{i=1}^{N}[f(t_{i})+f(t_{i+1})][y(t_{i+1})-y(t_{i})].}

## Интеграл Ито
Интеграл Ито имеет вид
{\displaystyle \int f(t)dy(t)=\lim _{N\to \infty }\sum _{i=1}^{N}f(t_{i})[y(t_{i+1})-y(t_{i})].}
Его основные свойства:
- {\displaystyle E\int f(t)dy(t)=\int {Ef(t)}dm(t).}
- {\displaystyle cov\left[\int f(t)dy(t),\int g(t)dy(t)\right]=\int [Ef(t)g(t)]dr(t).}

Здесь {\displaystyle m(t)} — функция среднего значения, {\displaystyle r(t)} — ковариационная функция.

## Интеграл Винера
Поставим в соответствие каждой траектории одномерного винеровского процесса некоторое число {\displaystyle \alpha }. Тогда эту траекторию можно описать посредством стохастической функции {\displaystyle x(t,\alpha )}. Интеграл вида
{\displaystyle \int \limits _{0}^{1}f(t)dx(t,\alpha )}
называется стохастическим интегралом Винера. Этот интеграл вычисляется интегрированием по частям с учётом равенства {\displaystyle x(0,\alpha )=0}:
{\displaystyle \int \limits _{0}^{1}f(t)dx(t,\alpha )=f(1)x(1,\alpha )-\int \limits _{0}^{1}f'(t)x(t,\alpha )dt.}
Его основные свойства:
{\displaystyle \int \limits _{0}^{1}d\alpha \int \limits _{0}^{1}f(t)dx(t,\alpha )=0}.
{\displaystyle \int \limits _{0}^{1}d\alpha \left[\int \limits _{0}^{1}f(t)dx(t,\alpha )\right]^{2}=\int \limits _{0}^{1}f^{2}(t)dt}.